# Regnans in excelsis
A Regnans in excelsis kezdetű pápai bullát 1570. február 25-én adta ki V. Piusz pápa. A bulla I. Erzsébet angol királynőt, pontosabban „Anglia állítólagos királynőjét, a bűn szolgáját” eretneknek deklarálta, és felmentette alattvalóit a köteles hűség alól, valamint kiközösített mindenkit, aki a parancsainak engedelmeskedik.
A latin nyelvű bulla nevét incipitjéről, szövegének első három szaváról kapta, melynek jelentése „a magasból uralkodó”, ami Istenre utal. A királynő vétkei közt megemlíti, hogy „az Anglia nemességéből álló királyi államtanácsot feloszlatta és ismeretlen emberekkel, eretnekekkel töltötte fel”.
Miután Erzsébet apja, VIII. Henrik elszakította Angliát a katolikus egyháztól és megalapította az anglikán egyházat, melynek feje ő maga volt, a pápa kiközösítette. Henrik lánya, I. (Véres) Mária uralkodása alatt – aki újra a katolicizmust tette államvallássá – Anglia kibékült Rómával, de mikor Mária 1558 novemberében meghalt, Erzsébet parlamentje kibocsátotta a királyi fennhatóságról szóló törvényt, mellyel az angol egyház újra kivált a római katolikusból. A bulla tekinthető válasznak erre a törvényre, de mivel csak tizenegy évvel később bocsátották ki, valószínű, hogy II. Fülöp spanyol király (I. (Tudor) Mária özvegye), Thomas Howard, Norfolk 4. hercege vagy I. Mária skót királynő nyomására adta ki a pápa, nekik ugyanis érdekük fűződött Erzsébet megbuktatásához. A késlekedés oka lehetett az, hogy több katolikus uralkodó még remélte, hogy Erzsébet hozzámegy feleségül, illetve az, hogy a királynő eltűrte, hogy valaki gyakorolja katolikus vallását, ha nem nyilvánosan teszi. A bulla az 1569-es északi lázadást és az írországi első Desmond-felkelést követően jelent meg; ezeket az Erzsébet elleni felkeléseket katolikusok támogatták külföldről, és miattuk a királynő szigorúbb lett katolikus foldbirtokos alattvalóival.

## Hatása
A bulla miatt az angol kormány szigorúbb intézkedéseket vezetett be a jezsuiták ellen, akikről azt tartották, Spanyolország és a pápa érdekeiben tevékenykednek. Ebben a feltételezésben igazuk is lett: Piusz írásának angliai publikációja vezetett a Ridolfi-összeesküvéshez, melyben Norfolk hercege azt tervezte, elrabolja vagy megöli Erzsébetet, Mária skót királynőt ülteti a trónra, és feleségül veszi, hogy szert tegyen a hatalomra.
Hogy könnyítsen az angliai katolikusok helyzetén, XIII. Gergely pápa 1580-ban magyarázatot adott ki a bullához, melyben azt írta, a katolikusok minden világi ügyben engedelmeskedjenek a királynőnek, míg nem adódik alkalom a megbuktatására. Nem sokkal az 1585–1604 közt zajló angol-spanyol háború kezdete után az angolok törvényt hoztak „a jezsuiták, a szemináriumi papok és más hasonló engedetlen személyek” ellen.
Bár a bullának Anglián belül nem volt nagy hatása, az Erzsébet uralma alá tartozó Ír Királyságban, ahol a lakosság túlnyomó része katolikus maradt, Gerald FitzGerald, Desmond 15. grófja a bullával támasztotta alá a második Desmond-felkelés jogosultságát. Bár a megosztottság már 1570 előtt jelentkezett, a bulla kiadása után a Dublin székhelyű hivatalnokréteg az anglikán valláshoz igazodott, de az ír parlament többsége 1613-ig katolikus maradt. Ez a vallási-politikai megosztottság évszázadokon át fennmaradt. Az anglikánokról és más protestánsokról úgy tartották, az Írország fölötti angol uralom támogatói, míg a katolikusokról az lett az elterjedt vélekedés, hogy az elszakadási törekvéseket támogatják.
1588-ban V. Szixtusz pápa, a Spanyol armada támogatásával, megújította az Erzsébetet kiközösítő bullát, részben Mária skót királynő 1587-ben történt meggyilkolásáért, részben a korábban felsorolt, a katolikus egyház ellen elkövetett bűnökért. Mikor az Armada invázióval fenyegette Angliát, kiderült, hogy a legtöbb katolikus angol alattvaló hű maradt a királynőhöz, akik pedig valós fenyegetést jelentettek a trónra, például William Allen bíboros és Robert Parsons, már száműzetésben éltek.

## Külső hivatkozások
- (angolul) A bulla szövege Archiválva 2008. július 20-i dátummal a Wayback Machine-ben